# Superliga Série A 2013-2014 (femminile)
La Superliga Série A 2013-2014 si è svolta dal 27 settembre 2013 al 27 aprile 2014: al torneo hanno partecipato 14 squadre di club brasiliane; la vittoria finale è andata per la settima volta, la seconda consecutiva, al Rio de Janeiro.

## Regolamento
La competizione prevede che tutte le squadre si incontrino in due volte in gironi di andata e ritorno, al termine dei quali le prime otto si appresteranno a disputare i play-off. L'ultima classificata retrocede in Superliga Série B.

## Squadre partecipanti
| - Araraquarense - Barueri - Amigos do Vôlei - Campinas - Minas - Osasco - Pinheiros | - Praia Clube - Rio de Janeiro - Rio do Sul - São Bernardo - São Caetano - Geraldo Magela - Sesi |

## Campionato

### Regular season

#### Risultati
| Prima giornata |                               |     |                                   |
|                |                               |     |                                   |
| 27-09          | Osasco - São Luís             | 3-0 | 21-11, 21-17, 21-16               |
| 27-09          | Barueri - Brasilia            | 3-0 | 21-8, 21-16, 21-17                |
| 01-10          | Araraquara - Rio de Janeiro   | 0-3 | 5-21, 16-21, 8-21                 |
| 04-10          | São Bernardo - Campinas       | 0-3 | 12-21, 9-21, 22-24                |
| 04-10          | São Caetano - SESI São Paulo  | 3-2 | 18-21, 21-12, 13-21, 21-15, 15-12 |
| 11-10          | Rio do Sul - Praia Clube      | 0-3 | 20-22, 15-21, 16-21               |
| 19-11          | Minas Tênis Clube - Pinheiros | 0-3 | 16-21, 18-21, 18-21               |

| Seconda giornata |                                 |     |                                   |
|                  |                                 |     |                                   |
| 03-10            | Brasilia - Araraquara           | 2-3 | 18-21, 21-19, 17-21, 21-17, 12-15 |
| 10-10            | Osasco - São Bernardo           | 3-0 | 21-14, 21-16, 24-22               |
| 11-10            | Campinas - São Caetano          | 3-1 | 21-19, 19-21, 21-14, 21-16        |
| 16-10            | Barueri - Pinheiros             | 2-3 | 21-18, 21-16, 10-21, 14-21, 12-15 |
| 18-10            | Praia Clube - Minas Tênis Clube | 3-0 | 21-15, 21-17, 21-17               |
| 18-10            | Rio do Sul - SESI São Paulo     | 1-3 | 15-21, 22-20, 9-21, 13-21         |
| 19-10            | Rio de Janeiro - São Luís       | 3-0 | 21-16, 21-16, 21-15               |

| Terza giornata |                                    |     |                                  |
|                |                                    |     |                                  |
| 22-10          | São Luís - Brasilia                | 1-3 | 19-21, 21-14, 19-21, 14-21       |
| 22-10          | São Bernardo - Rio de Janeiro      | 0-3 | 18-21, 19-21, 12-21              |
| 22-10          | São Caetano - Osasco               | 2-3 | 17-21, 21-19, 21-9, 20-22, 10-15 |
| 22-10          | Rio do Sul - Campinas              | 0-3 | 14-21, 19-21, 13-21              |
| 22-10          | Minas Tênis Clube - SESI São Paulo | 0-3 | 15-21, 14-21, 18-21              |
| 22-10          | Pinheiros - Praia Clube            | 3-1 | 21-18, 21-18, 17-21, 21-10       |
| 22-10          | Barueri - Araraquara               | 3-0 | 21-17, 21-19, 21-16              |

| Quarta giornata |                              |     |                                   |
|                 |                              |     |                                   |
| 25-10           | SESI São Paulo - Pinheiros   | 2-3 | 18-21, 16-21, 21-18, 21-19, 12-15 |
| 25-10           | Campinas - Minas Tênis Clube | 3-0 | 21-9, 21-10, 21-9                 |
| 25-10           | Osasco - Rio do Sul          | 3-0 | 21-9, 21-16, 21-11                |
| 25-10           | Rio de Janeiro - São Caetano | 3-1 | 21-16, 21-17, 16-21, 21-19        |
| 25-10           | Araraquara - São Luís        | 3-1 | 21-18, 18-21, 21-18, 21-19        |
| 25-10           | Praia Clube - Barueri        | 3-2 | 21-17, 18-21, 21-16, 17-21, 15-11 |
| 26-10           | Brasilia - São Bernardo      | 2-3 | 18-21, 21-15, 16-21, 21-17, 12-15 |

| Quinta giornata |                              |     |                                   |
|                 |                              |     |                                   |
| 28-10           | Minas Tênis Clube - Osasco   | 0-3 | 12-21, 9-21, 17-21                |
| 28-10           | Pinheiros - Campinas         | 3-2 | 16-21, 12-21, 21-17, 24-22, 15-11 |
| 28-10           | Praia Clube - SESI São Paulo | 3-1 | 18-21, 21-15, 22-20, 21-12        |
| 28-10           | Rio do Sul - Rio de Janeiro  | 3-1 | 16-21, 21-16, 21-17, 21-18        |
| 29-10           | São Caetano - Brasilia       | 3-2 | 21-16, 21-16, 19-21, 19-21, 16-14 |
| 29-10           | Barueri - São Luís           | 3-0 | 21-13, 21-13, 21-11               |
| 06-11           | São Bernardo - Araraquara    | 3-0 | 21-14, 21-10, 21-15               |

| Sesta giornata |                                    |     |                                  |
|                |                                    |     |                                  |
| 01-11          | Brasilia - Rio do Sul              | 3-1 | 21-16, 21-17, 17-21, 21-16       |
| 29-11          | Campinas - Praia Clube             | 3-2 | 19-21, 21-16, 14-21, 21-18, 15-9 |
| 29-11          | Osasco - Pinheiros                 | 3-0 | 21-19, 21-15, 21-11              |
| 29-11          | Rio de Janeiro - Minas Tênis Clube | 3-0 | 22-20, 21-16, 21-13              |
| 29-11          | Araraquara - São Caetano           | 1-3 | 14-21, 19-21, 21-11, 14-21       |
| 29-11          | São Luís - São Bernardo            | 0-3 | 17-21, 12-21, 15-21              |
| 29-11          | SESI São Paulo - Barueri           | 3-0 | 21-13, 21-15, 21-12              |

| Settima giornata |                              |     |                                   |
|                  |                              |     |                                   |
| 03-12            | São Caetano - São Luís       | 3-0 | 22-20, 21-9, 21-18                |
| 03-12            | Rio do Sul - Araraquara      | 1-3 | 17-21, 21-14, 20-22, 18-21        |
| 03-12            | Minas Tênis Clube - Brasilia | 0-3 | 18-21, 16-21, 19-21               |
| 03-12            | Pinheiros - Rio de Janeiro   | 1-3 | 21-19, 16-21, 22-24, 24-26        |
| 03-12            | Praia Clube - Osasco         | 0-3 | 16-21, 15-21, 18-21               |
| 03-12            | SESI São Paulo - Campinas    | 2-3 | 23-25, 21-12, 19-21, 21-17, 12-15 |
| 03-12            | Barueri - São Bernardo       | 2-3 | 21-18, 16-21, 22-24, 21-14, 16-18 |

| Ottava giornata |                                |     |                                   |
|                 |                                |     |                                   |
| 06-12           | Osasco - SESI São Paulo        | 3-1 | 21-18, 21-19, 15-21, 21-16        |
| 06-12           | Rio de Janeiro - Praia Clube   | 3-2 | 17-21, 16-21, 21-19, 21-18, 15-11 |
| 06-12           | Araraquara - Minas Tênis Clube | 3-2 | 21-18, 9-21, 21-19, 20-22, 15-12  |
| 06-12           | São Luís - Rio do Sul          | 3-2 | 21-19, 11-21, 21-16, 9-21, 15-9   |
| 06-12           | São Bernardo - São Caetano     | 0-3 | 13-21, 18-21, 11-21               |
| 06-12           | Campinas - Barueri             | 3-1 | 19-21, 21-12, 21-10, 21-13        |
| 07-12           | Brasilia - Pinheiros           | 3-2 | 20-22, 21-14, 13-21, 21-17, 15-10 |

| Nona giornata |                                 |     |                                   |
|               |                                 |     |                                   |
| 09-12         | Campinas - Osasco               | 2-3 | 14-21, 22-20, 18-21, 21-19, 15-17 |
| 09-12         | São Caetano - Barueri           | 0-3 | 21-23, 16-21, 18-21               |
| 10-12         | Rio do Sul - São Bernardo       | 1-3 | 21-18, 16-21, 17-21, 19-21        |
| 10-12         | Minas Tênis Clube - São Luís    | 3-1 | 19-21, 21-17, 21-17, 21-14        |
| 10-12         | Pinheiros - Araraquara          | 3-0 | 21-15, 21-17, 21-12               |
| 10-12         | Praia Clube - Brasilia          | 3-2 | 16-21, 19-21, 21-14, 21-12, 15-9  |
| 10-12         | SESI São Paulo - Rio de Janeiro | 1-3 | 13-21, 15-21, 21-14, 18-21        |

| Decima giornata |                               |     |                                   |
|                 |                               |     |                                   |
| 13-12           | Pinheiros - Rio do Sul        | 3-0 | 21-10, 21-17, 21-17               |
| 13-12           | Praia Clube - São Caetano     | 3-2 | 16-21, 21-15, 21-23, 21-14, 15-13 |
| 13-12           | SESI São Paulo - São Bernardo | 3-1 | 21-14, 19-21, 21-16, 15-11        |
| 13-12           | Campinas - São Luís           | 3-0 | 21-17, 21-18, 21-8                |
| 13-12           | Osasco - Araraquara           | 3-0 | 21-9, 21-16, 21-19                |
| 13-12           | Rio de Janeiro - Brasilia     | 3-1 | 21-18, 22-24, 21-13, 21-11        |
| 13-12           | Minas Tênis Clube - Barueri   | 3-2 | 21-18, 9-21, 21-14, 13-21, 15-12  |

| Undicesima giornata |                                  |     |                                   |
|                     |                                  |     |                                   |
| 16-12               | Barueri - Osasco                 | 0-3 | 12-21, 12-21, 9-21                |
| 17-12               | Rio de Janeiro - Campinas        | 2-3 | 18-21, 21-14, 21-18, 14-21, 9-15  |
| 17-12               | Brasilia - SESI São Paulo        | 3-1 | 21-17, 21-14, 20-25, 21-15        |
| 17-12               | São Luís - Pinheiros             | 2-3 | 13-21, 21-16, 21-19, 17-21, 13-15 |
| 17-12               | São Bernardo - Minas Tênis Clube | 3-2 | 16-21, 21-13, 21-18, 18-21, 17-15 |
| 17-12               | São Caetano - Rio do Sul         | 3-0 | 21-12, 21-9, 24-22                |
| 18-12               | Araraquara - Praia Clube         | 1-3 | 10-21, 13-21, 21-18, 15-21        |

| Dodicesima giornata |                                |     |                                   |
|                     |                                |     |                                   |
| 20-12               | Osasco - Brasilia              | 3-0 | 23-21, 21-18, 21-12               |
| 20-12               | Araraquara - Campinas          | 0-3 | 12-21, 13-21, 17-21               |
| 20-12               | São Luís - SESI São Paulo      | 3-2 | 19-21, 21-17, 14-21, 21-16, 15-13 |
| 20-12               | São Bernardo - Praia Clube     | 1-3 | 21-14, 13-21, 18-21, 15-21        |
| 20-12               | São Caetano - Pinheiros        | 0-3 | 18-21, 19-21, 16-21               |
| 20-12               | Rio do Sul - Minas Tênis Clube | 3-1 | 21-14, 21-17, 16-21, 21-14        |
| 20-12               | Rio de Janeiro - Barueri       | 3-1 | 21-14, 14-21, 21-15, 21-17        |

| Tredicesima giornata |                                 |     |                                   |
|                      |                                 |     |                                   |
| 23-12                | Osasco - Rio de Janeiro         | 3-0 | 21-19, 21-16, 21-18               |
| 07-01                | Minas Tênis Clube - São Caetano | 0-3 | 18-21, 19-21, 15-21               |
| 07-01                | Pinheiros - São Bernardo        | 3-0 | 21-16, 21-17, 21-15               |
| 07-01                | Praia Clube - São Luís          | 3-1 | 21-16, 21-10, 20-22, 24-22        |
| 07-01                | SESI São Paulo - Araraquara     | 3-0 | 21-12, 21-7, 21-11                |
| 07-01                | Campinas - Brasilia             | 3-0 | 21-15, 21-15, 21-18               |
| 07-01                | Barueri - Rio do Sul            | 3-2 | 13-21, 21-17, 21-19, 16-21, 15-13 |

| Quattordicesima giornata |                               |     |                            |
|                          |                               |     |                            |
| 10-01                    | Rio de Janeiro - Araraquara   | 3-0 | 21-17, 21-15, 21-13        |
| 10-01                    | São Luís - Osasco             | 0-3 | 17-25, 12-25, 15-25        |
| 10-01                    | Campinas - São Bernardo       | 3-0 | 21-12, 21-14, 21-13        |
| 10-01                    | SESI São Paulo - São Caetano  | 3-0 | 21-13, 21-14, 21-17        |
| 10-01                    | Praia Clube - Rio do Sul      | 3-0 | 21-11, 21-12, 21-18        |
| 10-01                    | Pinheiros - Minas Tênis Clube | 1-3 | 22-20, 14-21, 15-21, 16-21 |
| 11-01                    | Brasilia - Barueri            | 3-0 | 21-16, 21-19, 21-12        |

| Quindicesima giornata |                                 |     |                                   |
|                       |                                 |     |                                   |
| 20-01                 | Minas Tênis Clube - Praia Clube | 2-3 | 21-19, 18-21, 21-19, 16-21, 11-15 |
| 21-01                 | SESI São Paulo - Rio do Sul     | 3-0 | 21-18, 21-18, 21-16               |
| 21-01                 | São Caetano - Campinas          | 0-3 | 16-21, 15-21, 8-21                |
| 21-01                 | São Bernardo - Osasco           | 0-3 | 21-23, 14-21, 20-22               |
| 21-01                 | São Luís - Rio de Janeiro       | 0-3 | 23-25, 11-21, 17-21               |
| 21-01                 | Araraquara - Brasilia           | 1-3 | 14-21, 18-21, 21-17, 17-21        |
| 07-02                 | Pinheiros - Barueri             | 3-0 | 21-11, 21-19, 21-16               |

| Sedicesima giornata |                                    |     |                                  |
|                     |                                    |     |                                  |
| 24-01               | Osasco - São Caetano               | 3-1 | 21-18, 25-23, 17-21, 23-21       |
| 24-01               | Campinas - Rio do Sul              | 3-0 | 28-26, 21-13, 21-15              |
| 24-01               | SESI São Paulo - Minas Tênis Clube | 3-0 | 21-14, 21-12, 21-11              |
| 24-01               | Praia Clube - Pinheiros            | 3-2 | 21-12, 22-24, 19-21, 21-19, 15-6 |
| 24-01               | Araraquara - Barueri               | 3-2 | 16-21, 21-14, 21-14, 19-21, 15-9 |
| 25-01               | Rio de Janeiro - São Bernardo      | 3-0 | 21-7, 21-17, 21-15               |
| 25-01               | Brasilia - São Luís                | 3-0 | 21-18, 21-11, 21-10              |

| Diciassettesima giornata |                              |     |                                   |
|                          |                              |     |                                   |
| 27-01                    | Rio do Sul - Osasco          | 1-3 | 19-21, 22-20, 21-23, 18-21        |
| 28-01                    | Pinheiros - SESI São Paulo   | 1-3 | 20-22, 21-13, 19-21, 14-21        |
| 28-01                    | Minas Tênis Clube - Campinas | 0-3 | 17-21, 17-21, 19-21               |
| 28-01                    | São Caetano - Rio de Janeiro | 2-3 | 29-27, 17-21, 21-13, 19-21, 7-15  |
| 28-01                    | São Bernardo - Brasilia      | 0-3 | 14-21, 11-21, 17-21               |
| 28-01                    | São Luís - Araraquara        | 3-2 | 21-19, 17-21, 19-21, 21-19, 15-10 |
| 28-01                    | Barueri - Praia Clube        | 3-0 | 21-16, 22-20, 21-18               |

| Diciottesima giornata |                              |     |                            |
|                       |                              |     |                            |
| 31-01                 | Araraquara - São Bernardo    | 0-3 | 23-25, 12-21, 14-21        |
| 31-01                 | Rio de Janeiro - Rio do Sul  | 3-0 | 21-9, 21-18, 21-15         |
| 31-01                 | Osasco - Minas Tênis Clube   | 3-1 | 19-21, 21-19, 21-17, 21-17 |
| 31-01                 | Campinas - Pinheiros         | 3-0 | 26-24, 21-18, 21-19        |
| 31-01                 | SESI São Paulo - Praia Clube | 3-0 | 21-17, 21-14, 21-17        |
| 31-01                 | São Luís - Barueri           | 1-3 | 21-16, 16-21, 17-21, 19-21 |
| 01-02                 | Brasilia - São Caetano       | 1-3 | 17-21, 21-12, 11-21, 15-21 |

| Diciannovesima giornata |                                    |     |                                  |
|                         |                                    |     |                                  |
| 10-02                   | Rio do Sul - Brasilia              | 1-3 | 21-16, 20-22, 16-21, 19-21       |
| 11-02                   | Praia Clube - Campinas             | 2-3 | 25-23, 20-25, 15-21, 22-20, 9-15 |
| 11-02                   | Minas Tênis Clube - Rio de Janeiro | 0-3 | 15-21, 12-21, 13-21              |
| 11-02                   | São Caetano - Araraquara           | 3-1 | 17-21, 21-12, 22-20, 21-18       |
| 11-02                   | São Bernardo - São Luís            | 3-0 | 21-16, 21-17, 21-12              |
| 12-02                   | Pinheiros - Osasco                 | 0-3 | 22-24, 16-21, 5-21               |
| 12-02                   | Barueri - SESI São Paulo           | 2-3 | 15-21, 21-18, 21-19, 7-21, 5-15  |

| Ventesima giornata |                              |     |                                   |
|                    |                              |     |                                   |
| 14-02              | São Luís - São Caetano       | 3-0 | 21-14, 21-19, 28-26               |
| 14-02              | Araraquara - Rio do Sul      | 3-2 | 21-18, 18-21, 14-21, 21-18, 15-13 |
| 14-02              | Brasilia - Minas Tênis Clube | 2-3 | 21-10, 21-16, 19-21, 14-21, 12-15 |
| 14-02              | Rio de Janeiro - Pinheiros   | 3-2 | 13-21, 20-22, 21-13, 21-10, 15-9  |
| 14-02              | Osasco - Praia Clube         | 3-0 | 21-16, 28-26, 25-23               |
| 14-02              | Campinas - SESI São Paulo    | 2-3 | 17-21, 21-17, 19-21, 21-17, 7-15  |
| 14-02              | São Bernardo - Barueri       | 3-0 | 21-14, 21-17, 21-18               |

| Ventunesima giornata |                                |     |                                   |
|                      |                                |     |                                   |
| 17-02                | SESI São Paulo - Osasco        | 1-3 | 18-21, 22-24, 21-15, 17-21        |
| 18-02                | Praia Clube - Rio de Janeiro   | 0-3 | 18-21, 17-21, 11-21               |
| 18-02                | Pinheiros - Brasilia           | 3-2 | 21-15, 18-21, 20-22, 21-11, 17-15 |
| 18-02                | Rio do Sul - São Luís          | 3-1 | 21-13, 17-21, 21-15, 21-19        |
| 18-02                | São Caetano - São Bernardo     | 3-0 | 21-9, 21-12, 21-11                |
| 18-02                | Barueri - Campinas             | 0-3 | 11-21, 7-21, 16-21                |
| 28-02                | Minas Tênis Clube - Araraquara | 0-3 | 18-21, 18-21, 18-21               |

| Ventiduesima giornata |                                 |     |                                   |
|                       |                                 |     |                                   |
| 21-02                 | São Bernardo - Rio do Sul       | 3-0 | 21-18, 21-17, 21-8                |
| 21-02                 | São Luís - Minas Tênis Clube    | 3-2 | 22-20, 22-24, 12-21, 21-16, 21-19 |
| 21-02                 | Araraquara - Pinheiros          | 0-3 | 14-21, 16-21, 13-21               |
| 21-02                 | Brasilia - Praia Clube          | 1-3 | 19-21, 18-21, 21-11, 9-21         |
| 21-02                 | Rio de Janeiro - SESI São Paulo | 1-3 | 19-21, 21-19, 18-21, 15-21        |
| 21-02                 | Osasco - Campinas               | 3-1 | 25-23, 22-20, 17-21, 21-17        |
| 21-02                 | Barueri - São Caetano           | 0-3 | 15-21, 19-21, 15-21               |

| Ventitreesima giornata |                               |     |                                  |
|                        |                               |     |                                  |
| 24-02                  | São Caetano - Praia Clube     | 1-3 | 12-21, 21-19, 18-21, 15-21       |
| 25-02                  | Rio do Sul - Pinheiros        | 2-3 | 15-21, 21-19, 21-15, 16-21, 9-15 |
| 25-02                  | São Bernardo - SESI São Paulo | 0-3 | 16-21, 13-21, 14-21              |
| 25-02                  | São Luís - Campinas           | 0-3 | 13-21, 10-21, 11-21              |
| 25-02                  | Araraquara - Osasco           | 0-3 | 19-21, 18-21, 22-24              |
| 25-02                  | Brasilia - Rio de Janeiro     | 1-3 | 18-21, 21-19, 18-21, 18-21       |
| 25-02                  | Barueri - Minas Tênis Clube   | 3-1 | 21-19, 31-33, 21-19, 21-17       |

| Ventiquattresima giornata |                                  |     |                                  |
|                           |                                  |     |                                  |
| 06-03                     | SESI São Paulo - Brasilia        | 3-0 | 21-12, 21-16, 21-19              |
| 06-03                     | Osasco - Barueri                 | 3-0 | 21-14, 21-16, 22-20              |
| 07-03                     | Campinas - Rio de Janeiro        | 3-2 | 21-15, 21-15, 19-21, 9-21, 15-9  |
| 07-03                     | Praia Clube - Araraquara         | 3-0 | 21-17, 21-14, 21-12              |
| 07-03                     | Pinheiros - São Luís             | 3-1 | 21-14, 21-12, 18-21, 21-11       |
| 07-03                     | Minas Tênis Clube - São Bernardo | 3-1 | 17-21, 21-17, 21-17, 22-20       |
| 07-03                     | Rio do Sul - São Caetano         | 2-3 | 21-14, 15-21, 18-21, 23-21, 7-15 |

| Venticinquesima giornata |                                |     |                                   |
|                          |                                |     |                                   |
| 09-03                    | Brasilia - Osasco              | 1-3 | 16-21, 16-21, 21-16, 16-21        |
| 11-03                    | Campinas - Araraquara          | 3-0 | 21-17, 21-12, 21-15               |
| 11-03                    | SESI São Paulo - São Luís      | 3-0 | 21-16, 21-10, 21-13               |
| 11-03                    | Praia Clube - São Bernardo     | 3-1 | 21-16, 21-10, 15-21, 21-16        |
| 11-03                    | Minas Tênis Clube - Rio do Sul | 2-3 | 22-20, 14-21, 17-21, 21-18, 7-15  |
| 11-03                    | Barueri - Rio de Janeiro       | 0-3 | 14-21, 22-24, 17-21               |
| 12-03                    | Pinheiros - São Caetano        | 3-2 | 21-17, 18-21, 15-21, 21-11, 15-13 |

| Ventiseiesima giornata |                                 |     |                                   |
|                        |                                 |     |                                   |
| 14-03                  | São Caetano - Minas Tênis Clube | 3-1 | 19-21, 21-17, 23-21, 21-16        |
| 14-03                  | São Bernardo - Pinheiros        | 0-3 | 15-21, 7-21, 9-21                 |
| 14-03                  | São Luís - Praia Clube          | 0-3 | 11-21, 15-21, 17-21               |
| 14-03                  | Araraquara - SESI São Paulo     | 0-3 | 19-21, 12-21, 13-21               |
| 14-03                  | Brasilia - Campinas             | 1-3 | 20-22, 14-21, 21-15, 14-21        |
| 14-03                  | Rio de Janeiro - Osasco         | 0-3 | 22-24, 11-21, 19-21               |
| 14-03                  | Rio do Sul - Barueri            | 2-3 | 15-21, 21-10, 21-13, 17-21, 12-15 |

#### Classifica
| Pos. | Squadra         | Pt | G  | V  | P  | SV | SP | Ratio | PF   | PS   | Ratio |
| ---- | --------------- | -- | -- | -- | -- | -- | -- | ----- | ---- | ---- | ----- |
| 1.   | Osasco          | 76 | 26 | 26 | 0  | 78 | 11 | 7.091 | 1860 | 1487 | 1.251 |
| 2.   | Campinas        | 64 | 26 | 22 | 4  | 73 | 25 | 2.920 | 1943 | 1601 | 1.214 |
| 3.   | Rio de Janeiro  | 59 | 26 | 20 | 6  | 66 | 30 | 2.200 | 1882 | 1642 | 1.146 |
| 4.   | Sesi            | 53 | 26 | 17 | 9  | 64 | 35 | 1.829 | 1910 | 1656 | 1.153 |
| 5.   | Praia Clube     | 49 | 26 | 17 | 9  | 58 | 44 | 1.318 | 1943 | 1793 | 1.084 |
| 6.   | Pinheiros       | 47 | 26 | 17 | 9  | 60 | 43 | 1.395 | 1922 | 1803 | 1.066 |
| 7.   | São Caetano     | 40 | 26 | 13 | 13 | 51 | 49 | 1.041 | 1865 | 1816 | 1.027 |
| 8.   | Amigos do Vôlei | 35 | 26 | 10 | 16 | 48 | 55 | 0.873 | 1852 | 1900 | 0.975 |
| 9.   | Barueri         | 31 | 26 | 9  | 17 | 41 | 57 | 0.719 | 1673 | 1850 | 0.904 |
| 10.  | São Bernardo    | 27 | 26 | 10 | 16 | 34 | 55 | 0.618 | 1522 | 1697 | 0.897 |
| 11.  | Araraquarense   | 18 | 26 | 7  | 19 | 27 | 67 | 0.403 | 1547 | 1855 | 0.834 |
| 12.  | Minas           | 18 | 26 | 5  | 21 | 29 | 70 | 0.414 | 1711 | 1947 | 0.879 |
| 13.  | Rio do Sul      | 17 | 26 | 4  | 22 | 30 | 71 | 0.423 | 1739 | 1930 | 0.901 |
| 14.  | Geraldo Magela  | 12 | 26 | 5  | 21 | 24 | 71 | 0.338 | 1513 | 1905 | 0.794 |

| Ai play-off scudetto | Retrocessa |

### Play-off

#### Tebella
|  | Quarti di finale | Quarti di finale | Quarti di finale | Quarti di finale | Quarti di finale |  |  | Semifinali | Semifinali     | Semifinali     | Semifinali     | Semifinali |  |  | Finale | Finale | Finale |  |
|  |                  |                  |                  |                  |                  |  |  |            |                |                |                |            |  |  |        |        |        |  |
|  | 1                | Osasco           | Osasco           | 3                | 3                |  |  |            |                |                |                |            |  |  |        |        |        |  |
|  | 8                | Amigos do Vôlei  | Amigos do Vôlei  | 0                | 1                |  |  | 1          | Osasco         | Osasco         | 1              | 2          |  |  |        |        |        |  |
|  | 4                | Sesi             | 3                | 1                | 3                |  |  | 4          | Sesi           | Sesi           | 3              | 3          |  |  |        |        |        |  |
|  | 5                | Praia Clube      | 1                | 3                | 2                |  |  |            |                |                |                |            |  |  | 4      | Sesi   | 1      |  |
|  | 2                | Campinas         | Campinas         | 3                | 3                |  |  |            |                | 3              | Rio de Janeiro | 3          |  |  |        |        |        |  |
|  | 7                | São Caetano      | São Caetano      | 0                | 0                |  |  | 2          | Campinas       | Campinas       | 0              | 2          |  |  |        |        |        |  |
|  | 3                | Rio de Janeiro   | Rio de Janeiro   | 3                | 3                |  |  | 3          | Rio de Janeiro | Rio de Janeiro | 3              | 3          |  |  |        |        |        |  |
|  | 6                | Pinheiros        | Pinheiros        | 2                | 0                |  |  |            |                |                |                |            |  |  |        |        |        |  |

#### Risultati

##### Quarti di finale
| Gara 1 |                              |     |                                   |
|        |                              |     |                                   |
| 20-03  | Osasco - Brasilia            | 3-0 | 21-11, 21-14, 21-14               |
| 23-03  | SESI São Paulo - Praia Clube | 3-1 | 19-21, 21-13, 21-13, 21-19        |
| 21-03  | Campinas - São Caetano       | 3-0 | 21-9, 21-15, 21-18                |
| 21-03  | Pinheiros - Rio de Janeiro   | 1-3 | 16-21, 21-17, 16-21, 21-18, 13-15 |

| Gara 2 |                              |     |                            |
|        |                              |     |                            |
| 27-03  | Brasilia - Osasco            | 1-3 | 21-19, 14-21, 8-21, 10-21  |
| 29-03  | Praia Clube - SESI São Paulo | 3-1 | 21-19, 21-17, 17-21, 21-18 |
| 28-03  | São Caetano - Campinas       | 0-3 | 19-21, 13-21, 16-21        |
| 28-03  | Rio de Janeiro - Pinheiros   | 3-0 | 21-17, 21-19, 21-16        |

| \| Gara 3 \| \| \| \| \| \| \| \| \| \| 04-04 \| SESI São Paulo - Praia Clube \| 3-2 \| 17-21, 21-14, 19-21, 21-13, 15-9 \| |                              |     |                                  |
| Gara 3 |                              |     |                                  |
| |                              |     |                                  |
| 04-04 | SESI São Paulo - Praia Clube | 3-2 | 17-21, 21-14, 19-21, 21-13, 15-9 |

##### Semifinale
| Gara 1 |                           |     |                            |
|        |                           |     |                            |
| 11-04  | Osasco - SESI São Paulo   | 1-3 | 21-18, 17-21, 17-21, 21-23 |
| 08-04  | Campinas - Rio de Janeiro | 0-3 | 23-25, 28-30, 13-25        |

| Gara 2 |                           |     |                                   |
|        |                           |     |                                   |
| 19-04  | SESI São Paulo - Osasco   | 3-2 | 19-21, 21-16, 8-21, 22-20, 17-15  |
| 12-04  | Rio de Janeiro - Campinas | 3-2 | 12-21, 21-15, 21-15, 18-21, 16-14 |

##### Finale
| Gara unica |                                 |     |                            |
|            |                                 |     |                            |
| 27-04      | Rio de Janeiro - SESI São Paulo | 3-1 | 21-11, 21-12, 13-21, 21-16 |

## Classifica finale
| Pos | Squadra         | Verdetto                        |
| --- | --------------- | ------------------------------- |
| 1   | Rio de Janeiro  |                                 |
| 2   | Sesi            |                                 |
| 3   | Osasco          |                                 |
| 4   | Campinas        |                                 |
| 5   | Praia Clube     |                                 |
| 6   | Pinheiros       |                                 |
| 7   | São Caetano     |                                 |
| 8   | Amigos do Vôlei |                                 |
| 9   | Barueri         |                                 |
| 10  | São Bernardo    |                                 |
| 11  | Araraquarense   |                                 |
| 12  | Minas           |                                 |
| 13  | Rio do Sul      |                                 |
| 14  | Geraldo Magela  | Retrocesso in Superliga Série B |

## Premi individuali
| Premio                 | Giocatrice           | Squadra         |
| ---------------------- | -------------------- | --------------- |
| MVP della finale       | Hélia de Souza       | Rio de Janeiro  |
| Miglior attaccante     | Andréia Sforzin      | Pinheiros       |
| Miglior muro           | Thaísa de Menezes    | Osasco          |
| Miglior servizio       | Tandara Caixeta      | Campinas        |
| Miglior palleggiatrice | Mácris Carneiro      | Pinheiros       |
| Miglior ricevitrice    | Veridiana da Fonseca | Amigos do Vôlei |
| Miglior difesa         | Monique Pavão        | Praia Clube     |

## Statistiche
| Rendimento individuale | Rendimento individuale | Rendimento individuale | Rendimento individuale |
| Pos.                   | Nome                   | Punti                  | Squadra                |
| ---------------------- | ---------------------- | ---------------------- | ---------------------- |
| 1                      | Tandara Caixeta        | 470                    | Campinas               |
| 2                      | Andréia Sforzin        | 393                    | Pinheiros              |
| 3                      | Ivna Marra             | 368                    | Sesi                   |
| 4                      | Sheilla de Castro      | 366                    | Osasco                 |
| 5                      | Fabiana Claudino       | 363                    | Sesi                   |
| 6                      | Thaís de Souza         | 351                    | São Caetano            |
| 7                      | Monique Pavão          | 345                    | Praia Clube            |
| 8                      | Thaísa de Menezes      | 337                    | Osasco                 |
| 9                      | Brankica Mihajlović    | 324                    | Rio de Janeiro         |
| 10                     | Renata Colombo         | 317                    | Barueri                |

| Attacchi vincenti | Attacchi vincenti   | Attacchi vincenti | Attacchi vincenti |
| Pos.              | Nome                | Eff. %            | Squadra           |
| ----------------- | ------------------- | ----------------- | ----------------- |
| 1                 | Andréia Sforzin     | 24.35             | Pinheiros         |
| 2                 | Brankica Mihajlović | 22.67             | Rio de Janeiro    |
| 3                 | Sheilla de Castro   | 22.15             | Osasco            |
| 4                 | Kristin Richards    | 21.91             | Campinas          |
| 5                 | Thaís de Souza      | 21.88             | São Caetano       |
| 6                 | Tandara Caixeta     | 21.60             | Campinas          |
| 7                 | Sarah Pavan         | 21.17             | Rio de Janeiro    |
| 8                 | Heloiza Pereira     | 18.26             | Araraquarense     |
| 9                 | Paula Pequeno       | 18.14             | Amigos do Vôlei   |
| 10                | Monique Pavão       | 17.81             | Praia Clube       |

| Muri vincenti | Muri vincenti         | Muri vincenti | Muri vincenti  |
| Pos.          | Nome                  | Eff. %        | Squadra        |
| ------------- | --------------------- | ------------- | -------------- |
| 1             | Thaísa de Menezes     | 31.85         | Osasco         |
| 2             | Ana Carolina da Silva | 30.41         | Rio de Janeiro |
| 3             | Roberta da Silva      | 30.31         | São Caetano    |
| 4             | Nikolle Correa        | 27.74         | Geraldo Magela |
| 5             | Fabiana Claudino      | 27.51         | Sesi           |
| 6             | Adenízia da Silva     | 26.37         | Osasco         |
| 7             | Ana Beatriz Corrêa    | 26.14         | Sesi           |
| 8             | Mara Leão             | 25.68         | São Caetano    |
| 9             | Daniele de Oliveira   | 23.90         | Geraldo Magela |
| 10            | Juciely Barreto       | 23.55         | Rio de Janeiro |

| Battute vincenti | Battute vincenti    | Battute vincenti | Battute vincenti |
| Pos.             | Nome                | Eff. %           | Squadra          |
| ---------------- | ------------------- | ---------------- | ---------------- |
| 1                | Tandara Caixeta     | 10.06            | Campinas         |
| 2                | Nikolle Correa      | 9.30             | Geraldo Magela   |
| 3                | Roberta Ratzke      | 8.86             | Rio de Janeiro   |
| 4                | Daniele de Oliveira | 8.63             | Geraldo Magela   |
| 5                | Elis Bento          | 8.59             | São Bernardo     |
| 6                | Thaísa de Menezes   | 8.28             | Osasco           |
| 7                | Sheilla de Castro   | 7.97             | Osasco           |
| 8                | Thaís de Souza      | 7.97             | São Caetano      |
| 9                | Fernanda Ferreira   | 7.87             | Barueri          |
| 10               | Juliana Carrijo     | 7.77             | Praia Clube      |

| Ricezioni perfette | Ricezioni perfette   | Ricezioni perfette | Ricezioni perfette |
| Pos.               | Nome                 | Eff. %             | Squadra            |
| ------------------ | -------------------- | ------------------ | ------------------ |
| 1                  | Veridiana da Fonseca | 47.12              | Amigos do Vôlei    |
| 2                  | Léia da Silva        | 46.93              | Pinheiros          |
| 3                  | Suelen Pinto         | 40.66              | Sesi               |
| 4                  | Carla dos Santos     | 40.19              | Minas              |
| 5                  | Natália Pereira      | 39.77              | Campinas           |
| 6                  | Tássia Silva         | 39.58              | Praia Clube        |
| 7                  | Alice Horta          | 38.70              | Geraldo Magela     |
| 8                  | Caterina Bosetti     | 38.11              | Osasco             |
| 9                  | Elis Bento           | 37.57              | São Bernardo       |
| 10                 | Samara Almeida       | 36.65              | Pinheiros          |

| Difese perfette | Difese perfette   | Difese perfette | Difese perfette |
| Pos.            | Nome              | Eff. %          | Squadra         |
| --------------- | ----------------- | --------------- | --------------- |
| 1               | Monique Pavão     | 54.62           | Praia Clube     |
| 2               | Sarah Pavan       | 52.94           | Rio de Janeiro  |
| 3               | Carla dos Santos  | 52.10           | Minas           |
| 4               | Danielle Lins     | 51.94           | Sesi            |
| 5               | Kristin Richards  | 51.72           | Campinas        |
| 6               | Sheilla de Castro | 51.64           | Osasco          |
| 7               | Andréia Sforzin   | 51.25           | Pinheiros       |
| 8               | Natália Pereira   | 49.06           | Campinas        |
| 9               | Ivan Marra        | 48.75           | Sesi            |
| 10              | Érika Coimbra     | 47.80           | Amigos do Vôlei |

| Assist vincenti | Assist vincenti     | Assist vincenti | Assist vincenti |
| Pos.            | Nome                | Eff. %          | Squadra         |
| --------------- | ------------------- | --------------- | --------------- |
| 1               | Mácris Carneiro     | 22.50           | Pinheiros       |
| 2               | Yael Castiglione    | 22.26           | Geraldo Magela  |
| 3               | Josefa de Souza     | 19.65           | Osasco          |
| 4               | Danielle Lins       | 17.57           | Sesi            |
| 5               | Juliana Carrijo     | 17.35           | Praia Clube     |
| 6               | Ana Paula de Moraes | 16.95           | Araraquarense   |
| 7               | Cláudia da Silva    | 16.02           | Campinas        |
| 8               | Fernanda Ferreira   | 15.85           | Barueri         |
| 9               | Roberta Ratzke      | 14.31           | Rio de Janeiro  |
| 10              | Kátia Monteiro      | 13.68           | São Bernardo    |